# Charo Soriano
Rosario «Charo» Soriano Urbano (Madrid, 21 de febrero de 1928) es una actriz española.

## Biografía
Rosario Soriano Urbano, más conocida como Charo Soriano, nace en Madrid el 21 de febrero de 1928. Tras estudiar en el Colegio San Vicente de Paul e iniciar los estudios de Comercio en el Liceo Italiano di Madrid, con 16 años recibe clases del actor José Franco y accede como meritoria al Teatro Español. Inicia así una de las carreras artísticas más longevas de la escena española, desarrollando durante más de seis décadas una trayectoria profesional que la ha llevado a participar en más de 80 montajes teatrales, centenares de recitales poéticos, series de televisión y películas de la mano de profesionales como Adolfo Marsillach, Fernando Fernán-Gómez, Carlos Saura, o José Luis Borau.

## Teatro
Realiza su primer rol destacado en 1946 en la obra El sexo débil ha hecho gimnasia, de Enrique Jardiel Poncela. Comienza a sobresalir en distintos papeles y compañías como la de Irene López Heredia y a participar en varias giras americanas con las compañías de María Esperanza Navarro - Ricardo Alpuente (1950) y Pedro López Lagar (1951-1952).
Por motivos personales debe abandonar su actividad artística, regresando junto a la actriz Isabel Garcés con la obra El amor….. y una señora (1958). En esta nueva etapa interviene en producciones como La encantadora familia Bliss (1959), Cuidado con las personas formales (1960) o Don Juan Tenorio (1961). A la vez toma parte en representaciones de diversos géneros junto a textos de autores modernos como Ugo Betti (Lucha hasta el alba, 1962), Thorbjørn Egner (La ciudad de los ladrones, 1965), Alfonso Sastre (Oficio de tinieblas, 1967) o Edward Albee (Un delicado equilibrio, 1969).
En 1965, con ¿Quién quiere una copla del Arcipreste de Hita?, emprende su colaboración con el actor y director Adolfo Marsillach, extendiéndose a lo largo de distintos montajes, entre los que destacan Águila de Blasón (1966), La piedad de noviembre (1966), Marat-Sade (1968), El Tartufo (1970) y La señorita Julia (1973). 
En la década de 1970 interviene en montajes como Descansa en paz … querida (1972), Alguien debe morir esta noche (1975), de Fernando García Tola, La piel del limón (1976), Abre el ojo (1978) o Noche de guerra en el Museo del Prado (1978).
En los últimos años ha centrado su carrera en el teatro, destacando sus interpretaciones en La cena del rey Baltasar (1981), de Pedro Calderón de la Barca, Calígula (1982), de Albert Camus, Los ladrones somos gente honrada (1985), El concierto de San Ovidio (1986), Tirante el Blanco (1987), de Joanot Martorell, Comisaría especial para mujeres (1992) de Alberto Miralles, Mariposas negras (1994), de Jaime Salom, Magnolias de acero (1997), Una mujer sin importancia (2000), de Oscar Wilde, junto a Silvia Tortosa, Pato a la naranja (2000), Don Juan Tenorio (2001), Las bicicletas son para el verano (2003), La pereza (2006), La visita inesperada (2006) o Collioure, último viaje de Antonio Machado (2007), de Marco Canale.
Junto a las representaciones teatrales ha realizado numerosos recitales sobre textos de poetas clásicos y modernos por todo el país, sola o junto al actor Pepe Martín, como el espectáculo Poemas a dos voces.

## Cine
En 1966 debuta en el cine con la primera película de Antonio Giménez-Rico, Mañana de domingo.
Su carrera en la gran pantalla se desarrolla sobre todo en los años setenta y ochenta, y se caracteriza por una destacada reiteración de papeles dramáticos, mujeres desgarradas y apasionadas. A lo largo de esos años, tiene ocasión de trabajar con algunos de los cineastas más destacados del momento, como Carlos Saura, Adolfo Marsillach o Jaime Camino.
Destacan en su filmografía títulos como Las salvajes en Puente San Gil (1966), Stress es tres, tres (1968), El jardín de las delicias (1970), La casa de las chivas (1971), Ana y los lobos (1972), Flor de santidad (1972), Las bodas de Blanca (1975), Las largas vacaciones del 36 (1976), El anacoreta (1976), Mamá cumple cien años (1979), Otra vez adiós (1980) o De hombre a hombre (1984). Tras una pausa de doce años regresó a la gran pantalla de la mano de Manuel Gutiérrez Aragón, con Cosas que dejé en La Habana (1997), y José Luis Borau en Leo (2000).

## Televisión
En Televisión Española son numerosas sus colaboraciones en la década de 1970 en diversos programas y series como Estudio 1 (Otelo, El sillón vacío, El viajero sin equipaje, Curva peligrosa), Novela, Risa española (Pepa, la frescachona), Teatro de Siempre (Napoleón I, 1970), Ficciones (La aparición de la señora Veal, 1972), Curro Jiménez, Este señor de negro (dirigida por Antonio Mercero, 1975), El quinto jinete (El demonio, 1975) o Silencio, estrenamos, con guion de Adolfo Marsillach y dirección de Pilar Miró (1974). En la década de 1990 destaca su intervención en las series ¡Ay señor, señor! (1994) y Carmen y familia (1996). Su última aparición televisiva fue en 2011 en la miniserie Sofía.

## Premios
- Premio del Sindicato Nacional del Espectáculo (1971), por La casa de las chivas.

- Premio de Interpretación en el ciclo de Teatro Latino (1968), por Marat-Sade.

## Fondo Charo Soriano
En el año 2019 el Fondo Charo Soriano, compuesto por una diversa tipología documental (fotografías, libretos, material audiovisual, recortes de prensa....) recibida y producida por la actriz, fue depositado en el Centro de Documentación de las Artes Escénicas y de la Música (CDAEM).

## Trayectoria en teatro (selección)
- Dineros son calidad (1960), de Lope de Vega.
- La madriguera (1960), de Ricardo Rodríguez Buded.
- Mermelada de ciruelas (1960), de Manuel Gallego Morell.
- Los empeños de una casa (1961), de Sor Juana Inés de la Cruz.
- La noche del 5 de marzo (1961), de Jack Roffey y Gordon Harbord.
- La malcasada (1962), de Lope de Vega.
- Lucha hasta el alba (1962), de Ugo Betti.
- Blanca por fuera y Rosa por dentro (1964), de Enrique Jardiel Poncela.
- Nuestros ángeles (1964), de Joaquín Calvo Sotelo.
- La casa sobre el agua (1964), de Ugo Betti.
- La Feria del Come y Calla (1964) de Alfredo Mañas.
- Los peces gordos (1965), de Alfonso Paso.
- Mala semilla (1966), de Maxwell Anderson.
- ¿Quién quiere una copla del Arcipreste de Hita? (1965), de José Martín Recuerda.
- Los siete infantes de Lara (1966), de Lope de Vega.[1]
- El castigo sin venganza  (1967), de Lope de Vega.
- Oficio de tinieblas (1967), de Alfonso Sastre.
- Marat-Sade  (1968), de Peter Weiss.
- Enseñar a un sinvergüenza (1968), de Alfonso Paso.
- Anda idiota cásate (1969), de Alfonso Paso.
- Tartufo (1969), de Molière.
- Un delicado equilibrio (1969), de Edward Albee.
- Descansa en paz querida... (1972), de Durbridge.
- Flor de santidad (1973), de Adolfo Marsillach.
- La señorita Julia (1973), de August Strindberg.
- A dos barajas (1974), de José Martín Descalzo.
- Juno y el Pavo Real (1974), de Sean O`Casey.
- Alguien debe morir esta noche (1975), de Fernando García Tola.
- La piel del limón (1976), de Jaime Salom.[2]
- Noche de guerra en el Museo del Prado (1978), de Rafael Alberti.
- La dama de Alejandría (1980), de Pedro Calderón de la Barca;[3]
- La cena del rey Baltasar (1981), de Pedro Calderón de la Barca.[4]
- El pelícano (1981), de August Strindberg.
- Calígula (1982), de Albert Camus.
- Golfus de Emérita Augusta (1983).
- Los ladrones somos gente honrada  (1985), de Jardiel Poncela.
- El concierto de San Ovidio  (1986), de Antonio Buero Vallejo.
- Tirante el Blanco  (1987), de Joanot Martorell.
- La Celestina  (1988), de Fernando de Rojas.
- Etiqueta negra (1989/1990), de Pierrette Bruno.
- Comisaría especial para mujeres (1992), de Alberto Miralles.
- Mariposas negras (1994), de Jaime Salom.
- Grita (1995), de José Luis Raymond e Ignacio Del Moral.
- Magnolias de acero (1997), de Robert Harling.
- Homenaje a Lorca (1998), con Imperio Argentina.
- La Celestina  (1999), haciendo el papel de Celestina.
- Una mujer sin importancia  (2000), de Oscar Wilde.
- Pato a la naranja  (2000), de William Douglas-Home.
- Don Juan Tenorio (2001), de José Zorrilla.
- Las bicicletas son para el verano (2003), de Fernando Fernán Gómez.
- La pereza (2006), de Ricardo Talesnik.
- Una visita inesperada (2007), de Agatha Christie.